# Colonia de la bahía de Massachusetts
La colonia de la bahía de Massachusetts (1628-1691) fue un asentamiento inglés en la costa este de América del Norte en el siglo XVII alrededor de la bahía de Massachusetts, la más septentrional de las varias colonias que luego se reorganizaron como la provincia de la bahía de Massachusetts. Las tierras del asentamiento se ubicaron en el sur de Nueva Inglaterra, en Massachusetts, con asentamientos iniciales situados en dos puertos naturales y tierras circundantes, a una distancia de aproximadamente 24,8 km las áreas alrededor de Salem y Boston.
El territorio administrado nominalmente por la colonia cubría gran parte del centro de Nueva Inglaterra, incluidas partes de Massachusetts, Maine, New Hampshire y Connecticut. El territorio reclamado pero nunca administrado por el gobierno colonial se extendió tan al oeste como el Océano Pacífico. La anterior colonia holandesa de Nueva Holanda cuestionó muchas de estas reclamaciones, argumentando que tenían derechos sobre tierras más allá de Rhode Island hasta el lado occidental de Cape Cod, que luego se ubicaría en la colonia de Plymouth.
La colonia de la Bahía de Massachusetts fue fundada por los propietarios de la Compañía de la Bahía de Massachusetts, que incluyó inversionistas en la fallida Compañía Dorchester que estableció un asentamiento de corta duración en Cape Ann en 1623. La colonia comenzó en 1628 y fue el segundo intento de colonización de la compañía. Tuvo éxito, con aproximadamente veinte mil personas que emigraron a Nueva Inglaterra en la década de 1630. La población era fuertemente puritana, y su gobierno estaba dominado por un pequeño grupo de líderes que estaban fuertemente influenciados por los líderes religiosos puritanos. Sus gobernadores eran elegidos y el electorado se limitó a los hombres libres quienes habían sido examinados por sus puntos de vista religiosos y admitidos formalmente en la iglesia local. Como consecuencia, el liderazgo colonial mostró intolerancia a otros puntos de vista religiosos, incluidos los teólogos anglicanos, cuáqueros y bautistas.
Los colonos inicialmente tenían buenas relaciones con las poblaciones indias locales, pero se desarrollaron fricciones que finalmente llevaron a la Guerra Pequot (1636–38) y luego a la Guerra del Rey Felipe (1675–78), después de lo cual la mayoría de los indios en el sur de Nueva Inglaterra hicieron tratados de paz con los colonos (aparte de la tribu Pequot, cuyos sobrevivientes fueron absorbidos en gran parte por las tribus Narragansett y Mohegan después de la Guerra Pequot).
La colonia fue económicamente exitosa, participando en el comercio con Inglaterra y las Indias Occidentales. Una escasez de divisas en la colonia la impulsó a establecer una casa de moneda en 1652. Las diferencias políticas con Inglaterra después de la Restauración inglesa llevaron a la revocación de la carta colonial en 1684. El rey Jacobo II estableció el Dominio de Nueva Inglaterra en 1686 para unir a todas las colonias de Nueva Inglaterra bajo un control más firme de la corona. El dominio se derrumbó después de que la Revolución Gloriosa de 1688 depusiera a Jacobo, y la colonia volvió a gobernar bajo la carta revocada hasta 1691, cuando se emitió una nueva carta para la provincia de la bahía de Massachusetts. Esta provincia combinó los territorios de la Bahía de Massachusetts con los de la Colonia de Plymouth y las participaciones propietarias en Nantucket y Martha's Vineyard. Sir William Phips llegó en 1692 con la carta y se hizo cargo oficial de la nueva provincia. El dominio político y económico de Nueva Inglaterra por el estado moderno de Massachusetts fue posible en parte por el dominio temprano en estas esferas por los colonos de la Bahía de Massachusetts.

## Historia
Antes de la llegada de colonos europeos a la costa este de Nueva Inglaterra, el área alrededor de la Bahía de Massachusetts era el territorio de varias tribus de habla algonquina, entre ellas los Massachusetts, Nausets y Wampanoags. Los Pennacooks ocuparon el valle del río Merrimack hacia el norte, y los Nipmucs, Pocumtucs y Mahicans ocuparon las tierras occidentales de Massachusetts, aunque algunas de esas tribus eran tributarias de los Mohawks, que se expandían agresivamente desde el norte de Nueva York. La población total india en 1620 se ha estimado en siete mil habitantes. Este número fue significativamente mayor hasta 1616; en años posteriores, los cronistas contemporáneos entrevistaron a los indios que describieron una gran peste que mató a dos tercios de la población. Los patrones de uso de la tierra de los indios incluían parcelas despejadas para fines agrícolas y territorios boscosos para la caza. Las divisiones de tierras entre las tribus fueron bien entendidas.
A principios del siglo XVII, varios exploradores europeos trazaron la zona, entre ellos Samuel de Champlain y John Smith.  Los planes para los primeros asentamientos británicos permanentes en la costa este de América del Norte comenzaron en 1606. El 10 de abril de 1606, el rey Jacobo I de Inglaterra otorgó una carta constitutiva de dos sociedades anónimas. Ninguna de estas corporaciones recibió un nombre por esta carta, pero los territorios fueron nombrados como la «primera colonia» y la «segunda colonia», sobre las cuales fueron autorizadas respectivamente para establecerse y gobernar. Según esta carta, la «primera colonia» y la «segunda colonia» debían ser gobernadas por un Consejo compuesto por trece individuos en cada colonia. La carta estipulaba un consejo adicional de trece personas llamado «Consejo de Virginia» que tenía la responsabilidad general de la empresa combinada.
La «primera colonia» varió desde los 34 grados hasta los 41 grados de latitud norte; la «segunda colonia» osciló entre los grados 38 y 45 de latitud (téngase en cuenta que la «primera colonia» y la «segunda colonia» se superponen. La carta de Carlos de 1629 afirmaba que la segunda colonia oscilaba entre los 40 y los 48 grados de latitud norte, lo que reducía la superposición). Los inversores de Londres fueron designados para gobernar cualquier asentamiento en la «primera colonia»; los inversionistas de la «Ciudad de Plimouth en el Condado de Devon» fueron designados para gobernar cualquier asentamiento en la «segunda colonia». La Compañía de Londres procedió a establecer Jamestown. La compañía de Plymouth, bajo la dirección de Sir Ferdinando Gorges, cubrió el área más al norte, incluida Nueva Inglaterra, y estableció la Colonia de Sagadahoc en 1607 en Maine. Sin embargo, la experiencia resultó excepcionalmente difícil para los 120 colonos, y los sobrevivientes abandonaron la colonia después de solo un año.  Gorges notó que «no hubo más discursos sobre el establecimiento de plantaciones en esas partes» durante varios años. Los barcos ingleses continuaron llegando al área de Nueva Inglaterra para pescar y comerciar con los indios.

### Colonia de Plymouth
En diciembre de 1620, un grupo de peregrinos estableció la colonia de Plymouth justo al sur de la Bahía de Massachusetts, buscando preservar su identidad cultural y alcanzar la libertad religiosa. Los colonos de Plymouth enfrentaron grandes dificultades y obtuvieron pocas ganancias para sus inversionistas, quienes les vendieron sus intereses en 1627. Edward Winslow y William Bradford eran dos de los líderes de la colonia y probablemente fueron los autores de un trabajo publicado en Inglaterra en 1622 llamado la relación de Mourt. Este libro en cierto modo se asemeja a un tratado promocional destinado a alentar una mayor inmigración. Hubo otros asentamientos coloniales de corta duración en 1623 y 1624 en Weymouth, Massachusetts; La colonia Wessagusset de Thomas Weston fracasó, al igual que un esfuerzo de Robert Gorges por establecer una estructura colonial general.

### Asentamiento de Cape Ann
En 1623, el Consejo de Plymouth para Nueva Inglaterra (sucesor de la Compañía de Plymouth) estableció un pequeño pueblo de pescadores en Cape Ann bajo la supervisión de la Compañía de Dorchester, con Thomas Gardner como su supervisor. Esta compañía se organizó originalmente a través de los esfuerzos del ministro puritano John White (1575-1648) de Dorchester, en el condado inglés de Dorset. White ha sido llamado «el padre de la colonia de Massachusetts» debido a su influencia en el establecimiento de este asentamiento y, a pesar del hecho de que nunca emigró. El asentamiento de Cape Ann no era rentable, y los patrocinadores financieros de la Compañía Dorchester terminaron su apoyo a fines de 1625. Su asentamiento se abandonó en el Gloucester actual, pero unos pocos colonos permanecieron en el área, incluido Roger Conant, estableciendo un asentamiento un poco más al sur, cerca de la aldea de la tribu Naumkeag.

### Formación legal de la colonia
El arzobispo William Laud fue uno de los asesores favoritos del rey Carlos I y un anglicano dedicado, trató de suprimir las prácticas religiosas de los puritanos y otras creencias no aceptadas en Inglaterra. La persecución de muchos puritanos en la década de 1620 los llevó a creer que la reforma religiosa no sería posible mientras Carlos fuera rey, y muchos decidieron buscar una nueva vida en el Nuevo Mundo.
John White continuó buscando fondos para una colonia. El 19 de marzo de 1627/8, el Concejo de Nueva Inglaterra emitió una subvención de tierras para un nuevo grupo de inversores que incluía a algunos de la Compañía Dorchester. La concesión de tierras fue para el territorio entre el río Charles y el río Merrimack que se extendía desde «el Atlántico y el mar océano occidentales en la parte este, hacia el mar del sur en la parte oeste». La compañía a la que se vendió la subvención se denominó «Compañía de Nueva Inglaterra para una plantación en la bahía de Massachusetts». La compañía eligió a Matthew Cradock como su primer gobernador e inmediatamente comenzó a organizar provisiones y reclutar colonos.
La compañía envió aproximadamente cien nuevos colonos con provisiones para unirse a Conant en 1628, liderado por el Asistente del Gobernador John Endecott, uno de los beneficiarios. Al año siguiente, Naumkeag fue rebautizada como Salem y fortificada por otros trescientos colonos encabezados por el Reverendo Francis Higginson, uno de los primeros ministros del asentamiento. Los primeros inviernos fueron difíciles, con colonos luchando contra el hambre y las enfermedades, lo que resultó en numerosas muertes.
Los líderes de la compañía buscaron una Carta Real para la colonia porque estaban preocupados por la legalidad de las reclamaciones de tierras en conflicto otorgadas a varias compañías (incluida la Compañía de Nueva Inglaterra) para los territorios poco conocidos del Nuevo Mundo, y debido al número creciente de Puritanos que querían unirse a ellos. Carlos otorgó la nueva carta el 4 de marzo de 1628/9, sustituyendo la concesión de tierras y estableciendo una base legal para la nueva colonia inglesa en Massachusetts. No estaba claro si Carlos sabía que la Compañía estaba destinada a apoyar la emigración puritana, y probablemente se dejaría suponer que era solo para fines comerciales, como era la costumbre. El estatuto omitió una cláusula significativa: la ubicación de la junta anual de accionistas. Carlos disolvió el Parlamento en 1629, después de lo cual los directores de la compañía se reunieron para considerar la posibilidad de trasladar la sede de gobierno de la compañía a la colonia. Esto fue seguido por el Acuerdo de Cambridge más tarde ese año, en el cual un grupo de inversionistas acordaron emigrar y trabajar para comprar a otros que no emigrarían.
La colonia de la bahía de Massachusetts se convirtió en la primera colonia fletada inglesa cuya junta de gobernadores no residía en Inglaterra. Esta independencia ayudó a los colonos a mantener sus prácticas religiosas puritanas sin la interferencia del rey, el arzobispo Laud o la Iglesia Anglicana. La carta permaneció en vigor durante 55 años; Carlos II la revocó en 1684. [29] El Parlamento aprobó una legislación llamada colectivamente las Actas de Navegación que intentaba evitar que los colonos comerciaran con cualquier otra nación que no sea Inglaterra. La resistencia colonial a esos actos llevó al rey Carlos a revocar la carta de Massachusetts y consolidar a todas las colonias de Nueva Inglaterra, Nueva York y Nueva Jersey en el dominio de Nueva Inglaterra.

### Historia colonial
Una flotilla de barcos denominada Flota Winthrop zarpó de Inglaterra en de abril de 1630. Llegó a Salem en junio llevando a más de setecientos colonos, al gobernador John Winthrop y la carta colonial. Fue aquí donde Winthrop pronunció su famosa frase «Ciudad sobre una colina», antes o durante el viaje.
Durante los siguientes diez años, hubo un éxodo constante de puritanos de Inglaterra, aproximadamente veinte mil personas emigraron a Massachusetts y las colonias vecinas durante la Gran Migración. Muchos ministros reaccionaron a las políticas religiosas represivas de Inglaterra, haciendo el viaje con sus congregaciones, entre los que se encontraban John Cotton, Roger Williams, Thomas Hooker y otros. Las divisiones religiosas y la necesidad de tierras adicionales provocaron una serie de nuevos asentamientos que dieron como resultado la Colonia de Connecticut (por Hooker) y la Colonia de Rhode Island y las Plantaciones de Providence (por Williams y otros). Ministro John Wheelwright fue desterrado a raíz de la controversia antinomiana (como Anne Hutchinson), y se mudó al norte para fundar Exeter, New Hampshire.
El advenimiento de las Guerras de los Tres Reinos en 1639 detuvo la migración importante, y un número significativo de hombres regresó a Inglaterra para luchar en la guerra. Las autoridades de Massachusetts simpatizaron con la causa parlamentaria y tuvieron relaciones generalmente positivas con los gobiernos de la Mancomunidad Inglesa y el Protectorado de Oliver Cromwell. La economía de la colonia comenzó a diversificarse en la década de 1640, a medida que las industrias de comercio de pieles, madera y pesca encontraban mercados en Europa y las Indias Occidentales, y se desarrollaba la industria de construcción naval de la colonia. El crecimiento de una generación de personas que nacieron en la colonia y el surgimiento de una clase de comerciantes comenzó a cambiar lentamente el panorama político y cultural de la colonia, a pesar de que su gobierno continuaba dominado por puritanos relativamente conservadores.
El apoyo colonial a la Commonwealth creó tensión después de que el trono fuera devuelto a Carlos II en 1660. Carlos buscó extender la influencia real sobre las colonias, que Massachusetts resistió junto con las otras colonias. Por ejemplo, la colonia de la Bahía de Massachusetts rechazó repetidamente las solicitudes de Carlos y sus agentes para permitir que la Iglesia de Inglaterra se estableciera, y las colonias de Nueva Inglaterra en general se resistieron a las Actas de Navegación, leyes que restringían el comercio colonial solo a Inglaterra.
Todas las colonias de Nueva Inglaterra fueron devastadas por la Guerra del rey Felipe (1675–76), cuando los indios del sur de Nueva Inglaterra se alzaron contra los colonos y fueron derrotados de manera decisiva, aunque con un gran costo en la vida para todos los involucrados. La frontera de Massachusetts fue particularmente afectada, con varias comunidades abandonadas en los valles de Connecticut y el río Swift. Al final de la guerra, la mayoría de la población india del sur de Nueva Inglaterra hizo tratados de paz con los colonos.

### Revocación de la carta
Después de la Restauración inglesa en 1660, los asuntos de la administración colonial llamaron la atención del rey. Massachusetts, en particular, se mostró reacia a aceptar que el rey tuviera algún tipo de autoridad para controlar su gobierno. Esto condujo a crisis en la década de 1660 y finales de la década de 1670, en las cuales se planearon los primeros pasos y luego se ejecutaron en Inglaterra para revocar la carta colonial. La Cámara de Comercio había decidido, por diversas razones, consolidar las colonias de Nueva Inglaterra; emitieron fallos quo warranto en 1681 para las cartas de varias colonias norteamericanas, incluida Massachusetts. El fallo de Massachusetts nunca fue notificada por razones técnicas, y el estatuto no fue desocupado formalmente hasta que la corte de la cancillería emitió un escrito de scire facias anulando formalmente la carta el 18 de junio de 1684. El proceso se organizó de manera que el tiempo de las autoridades coloniales hubiera expirado antes de que se enteraran del evento.

### Unificaciones y restauración
Desde 1686, el territorio de la colonia fue administrativamente unificado por Jacobo II de Inglaterra con las otras colonias de Nueva Inglaterra en el Dominio de Nueva Inglaterra. El dominio fue gobernado por Sir Edmund Andros sin ninguna representación local más allá de los consejeros elegidos a mano, y fue extremadamente impopular en Nueva Inglaterra. Las autoridades de Massachusetts conspiraron para arrestar a Andros en abril de 1689 después de la Revolución Gloriosa de 1688 en Inglaterra, y se reestableció el gobierno bajo las formas de la carta revocada. Sin embargo, los disidentes del gobierno puritano argumentaron que el gobierno carecía de una base constitucional adecuada, y algunas de sus acciones fueron resistidas sobre esa base. Los años de 1689 a 1692 también fueron difíciles, ya que la colonia estaba en la vanguardia de la Guerra del Rey Guillermo, y sus comunidades fronterizas fueron devastadas por ataques organizados en Nueva Francia y conducidos por grupos de saqueo franceses e indios.
El rey Guillermo III emitió una carta en 1691, a pesar de los esfuerzos de los agentes de Massachusetts para revivir la vieja carta colonial. Fue principalmente negociada por  Increase Mather En su papel de embajador-extraordinario de la colonia, unificando de la Bahía de Massachusetts con la colonia de Plymouth, Martha's Vineyard, Nantucket y territorios que más o menos abarca la actual Maine, Nueva Brunswick y Nueva Escocia para formar la Provincia de la bahía de Massachusetts. Esta nueva carta también extendió los derechos de voto a los no puritanos, un resultado que Mather había tratado de evitar.